# Kassel
Kassel (före 1926 officiellt Cassel) är med sina cirka 205 000 invånare tredje största staden i förbundslandet Hessen i Tyskland, efter Frankfurt am Main och Wiesbaden. Kassel är beläget i floden Fuldas dalgång vid motorvägen A7.

## Historia
Det äldsta beviset i någon urkund på Kassels existens är från 913, då benämnt som Chassalla. År 1189 innehade Hessen stadsrättigheter, men när dessa utfärdats är okänt.
År 1277 blev Kassel residensstad för Henrik I av Hessen. Han anlade på högra Fuldastranden Unter-Neustadt och hans efterföljare stadsdelen Freiheit väster om Altstadt och omgav staden med en mäktig mur. Det gamla Kassel bestod alltså av tre stadsdelar: Altstadt kring Altmarkt och Brüderkirche, Freiheit med Sankt Martinkirche, en treskeppig gotisk hallkyrka från 1300- och 1400-talet, samt Unter-Neustadt med Unterneustädterkirche.

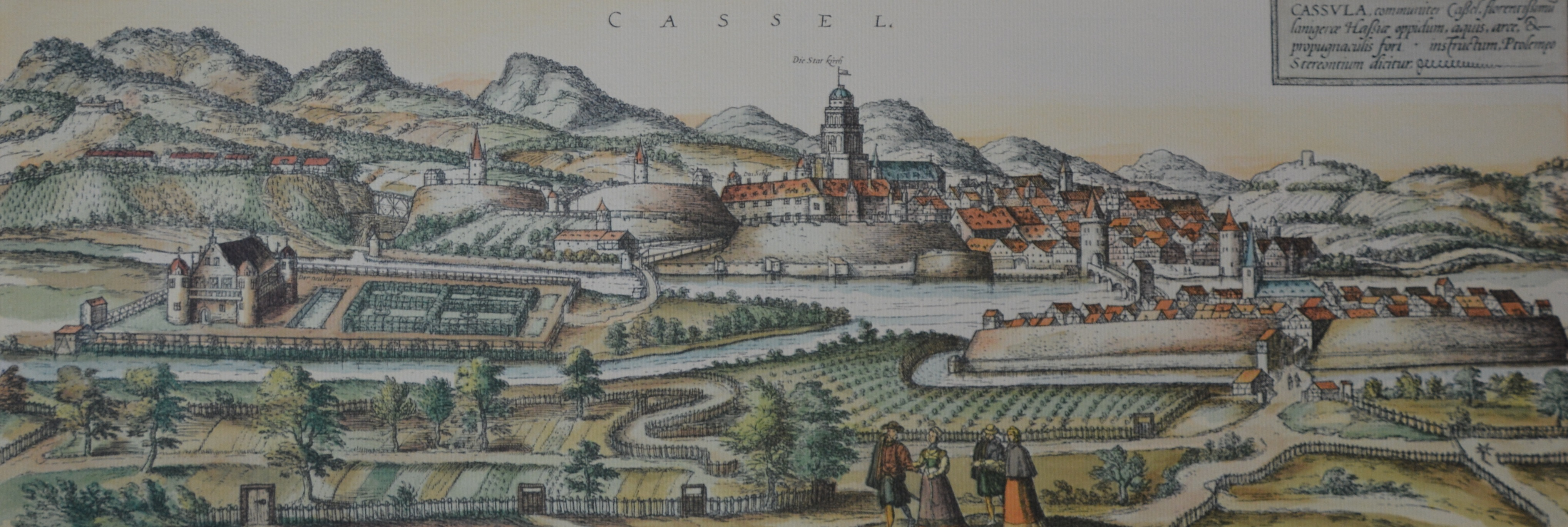
Kassel 1572

Lantgreve Karl I av Hessen-Kassel anlade 1686 en ny stadsdel, Ober-Neustadt som han befolkade med hugenotter. Han lät också bygga det praktfulla rokokoslottet vid Friedrichsplatz, orangeriet i den storslagna parken Karlsaue vid Fulda och Oktogonen i Bergpark Wilhelmshöhe. Nedanför Oktogonen uppfördes i slutet av 1700-talet slottet Wilhelmshöhe och riddarborgen Löwenburg. Kassel blev en stad med praktfulla byggnader och monument.
Åren 1567–1807 och 1813–1866 var Kassel huvudstad i lantgreveskapet, från 1803 kurfurstendömet Hessen-Kassel och 1807–1813 i kungariket Westfalen.
År 1866 kom kurfurstendömet Hessen att läggas under Preussen och Kassel blev istället 1867 huvudstad i provinsen Hessen-Nassau.
Under denna tid kom Kassel att utvecklas till en industristad, främst metall-, textil- och finmekaniska fabriker som utnyttjade de närbelägna brunkolsfälten. Kassel blev säte för Henschels lokomotivverkstäder, på sin tid den största loktillverkaren i Europa. Även Gerhard Fieseler Werke för tillverkning av flygplan förlades till Kassel.
År 1943 utsattes Kassel för ett kraftigt bombangrepp under andra världskriget, varvid cirka 80 procent av innerstaden förstördes (däribland hela Gamla staden med sina korsvirkeshus) och cirka 10 000 människor omkom.
Kassel ansökte tillsammans med Stuttgart, Frankfurt am Main och Bonn om att bli säte för den nya förbundsrepublikens parlament Bundestag och därmed också huvudstad, men budet gick till Bonn.
Som lite plåster på såren placerades två av de högsta rättsinstanserna – Bundesarbeitsgericht (sv. Arbetsdomstolen) och Bundessozialgericht (sv Försäkringsöverdomstolen) i Kassel, men vid återföreningen med de östra delstaterna flyttades Bundesarbeitsgericht till Erfurt i Thüringen.
Från slutet av 1800-talet präglades Kassel av tung industri/järnvägsindustri och tillverkning inom den militära sektorn.

## documenta-Stadt

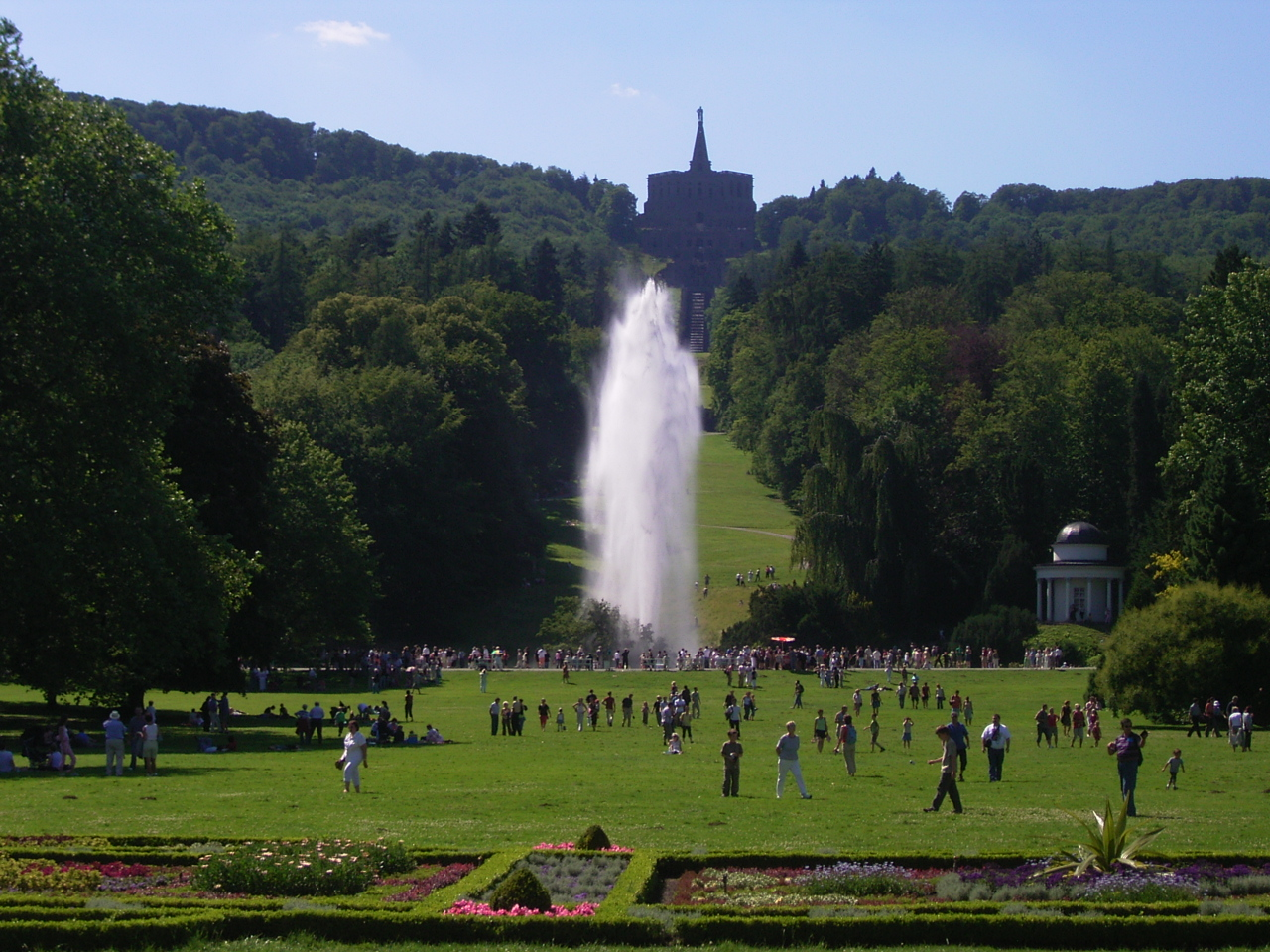
Bergpark Wilhelmshöhe

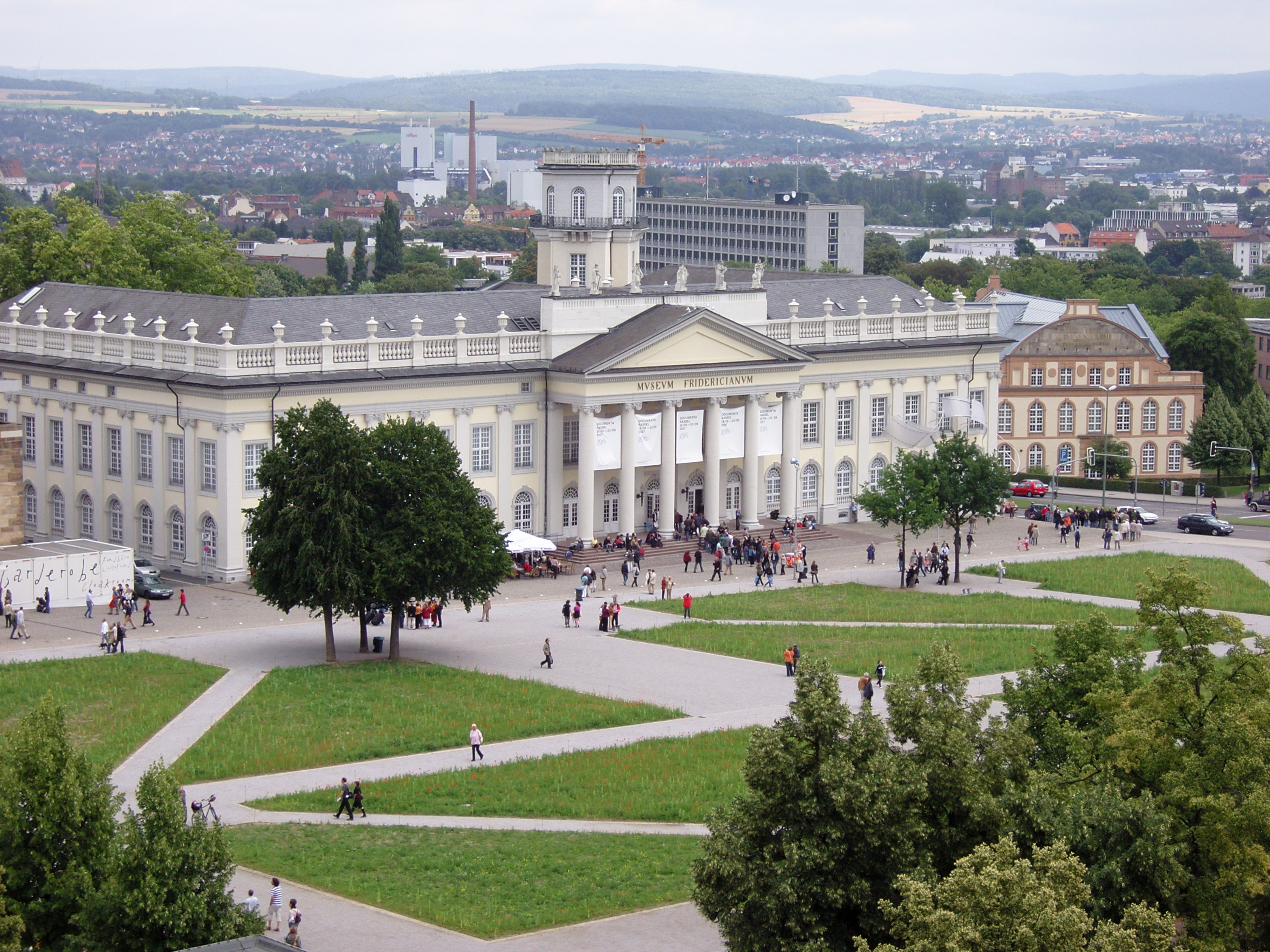
Fridericianum, medelpunkten i documenta vart femte år

Kassel kallar sig formellt för "documenta-Stadt Kassel", eftersom staden vart femte år står värd för documenta, världens största internationella samtidskonstutställning. Documenta har funnits sedan 1955, men Kassel har en längre tradition än så av konstutställningar. I centrum för documenta-utställningarna står Fridericianum, som redan från sin invigning år 1779 varit offentlig utställningslokal för konst. Här och var i staden finns skulpturer kvar sedan tidigare documenta-utställningar.

## Utbildning
Kassels universitet, Universität Kassel grundades 1971. Under vinterterminen 2013/2014 var nästan 23 000 studenter inskrivna.

## Administrativ indelning
Kassel består av 23 stadsdelar.
- Bad Wilhelmshöhe
- Bettenhausen
- Brasselsberg
- Fasanenhof
- Forstfeld
- Harleshausen
- Jungfernkopf
- Kirchditmold
- Mitte
- Niederzwehren
- Nord-Holland
- Nordshausen
- Oberzwehren
- Philippinenhof-Warteberg
- Rothenditmold
- Südstadt
- Süsterfeld-Helleböhn
- Unterneustadt
- Vorderer Westen
- Waldau
- Wehlheiden
- Wesertor
- Wolfsanger-Hasenhecke

## Vänorter
Kassels vänort i Sverige är sedan 1972 Västerås.

## Kommunikationer

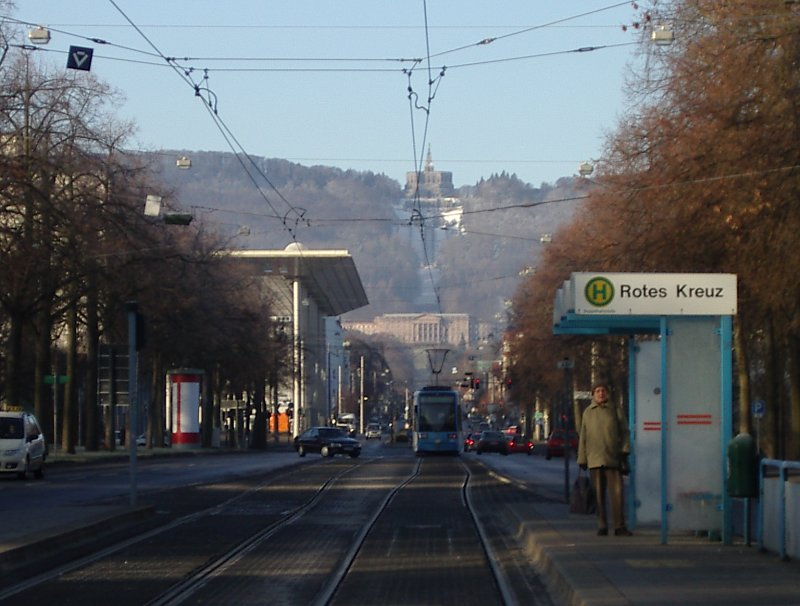
Spårväg på Wilhelmshöhe Allee.
Till vänster syns Bahnhof Kassel-Wilhelmshöhe, Kassels egentliga centralstation med fjärrtrafik

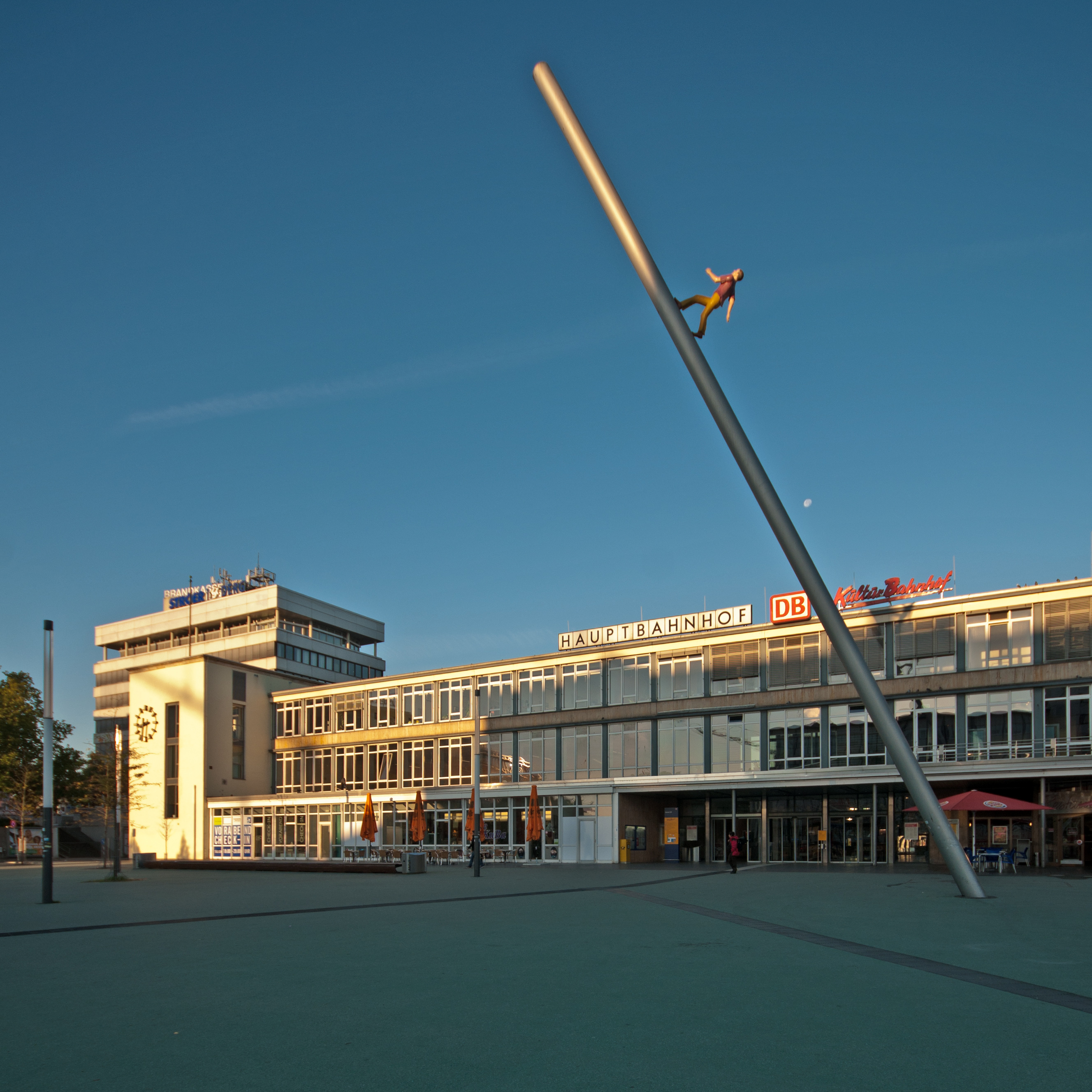
Hauptbahnhof, i dag s.k. Kulturbahnhof.
I förgrunden skulpturen Man walking to the Sky, av Jonathan Borofsky från documenta IX, 1992

Kassels största järnvägsstation är Bahnhof Kassel-Wilhelmshöhe, vid Wilhelmshöhe Allee. Den är inte minst centralstation för fjärrtågen. Den tidigare centralstationen, fortfarande med namnet Hauptbahnhof, har idag endast lokal- och regionaltrafik, men fick 1995 också rollen som kulturcentrum, som en så kallad Kulturbahnhof (KuBa).
I staden går spårvagnar i trafik, se vidare Kassels spårväg.
Kassel ligger vid motorvägen A7, som går från Flensburg vid danska gränsen i norr till Füssen i söder vid gränsen till Österrike.

## Kända personer
- Amardeo Sarma
- Fredrik I